# Paul Weinhart

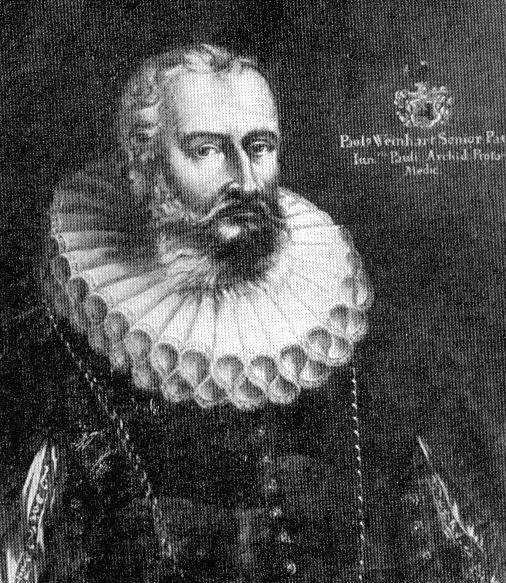
Paul Weinhart

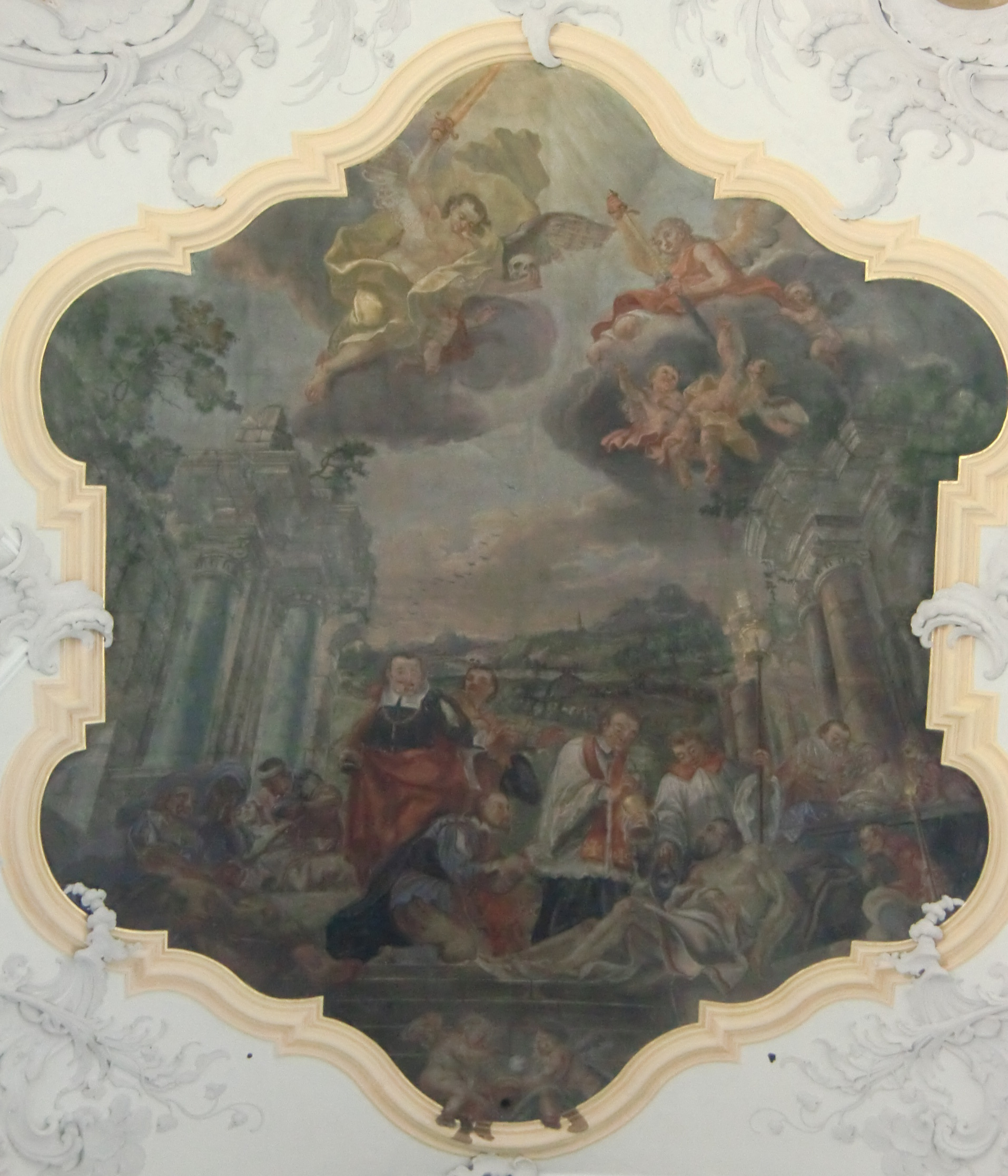
Deckenfresko in der Dreiheiligenkirche von Johann Michael Strickner, den Pestarzt Dr. Weinhart darstellend

Paul Weinhart (* im September 1570 in Augsburg; † 21. Februar 1648 in Innsbruck) war der bekannteste Pestarzt am Innsbrucker Hof.

## Leben
Über Paul Weinharts Jugend ist wenig bekannt. Sicher ist, dass er ca. im September 1570 in Augsburg das Licht der Welt erblickte. Seine Eltern dürften wohlhabende Augsburger Bürgersleute gewesen sein. Dies geht daraus hervor, dass nicht nur Paul, sondern auch einer seiner Brüder Leonhard Weinhart an Universitäten studieren konnten.
An welcher Universität sich Weinhart die medizinische Doktorwürde erwarb, ist unbekannt. Um das Jahr 1598 scheint er jedoch sein Studium abgeschlossen zu haben, da er um dieselbe Zeit in Augsburg bereits als Arzt tätig war. Er war aber kein Mitglied des dortigen Medizinischen Kollegiums. Im Jahre 1600 schließlich kam er nach Innsbruck und wurde Leibarzt des Markgrafen Karl von Burgau. In dieser Funktion war er sechs Jahre im Schloss Ambras tätig, wo er zeitweise auch die Bibliothek versah.
Aus diesen Jahren stammt auch das älteste bisher bekannte Autogramm Paul Weinharts. Es ist seine Eintragung in das jüngere (=pergamentene) noch heute im Schloss Ambras befindliche Ambraser Trinkbuch und datiert vom 20. Mai 1601.
Im Jahre 1606 löste Markgraf Karl dann offenbar seinen Ambraser Hof endgültig auf, nachdem er einerseits bereits vorher seine eigentliche Residenz in Günzburg aufgeschlagen und andererseits beschlossen hatte, Schloss Ambras an Kaiser Rudolf II. bzw. an das Haus Habsburg zu verkaufen.
Der nunmehr seines Dienstes „erlassene“ Leibarzt hatte sich aber in den wenigen Jahren seiner medizinischen Tätigkeit in seinem Fach bereits einen so guten Ruf erworben, dass er sich um eine neue „Bestallung“ nicht sorgen musste. 1606 erhielt er von Erzherzog Ferdinand, dem nachmaligen Kaiser Ferdinand II. aus Graz, von Herzog Maximilian von Bayern aus München, sowie von Fürsterzbischof Wolf Dietrich von Raitenau von Salzburg „guete Conditiones“ angeboten. Neben diesen bewarb sich aber auch die Innsbrucker Regierung um den Arzt Paul Weinhart.
Seine erste Frau Anna Juliana Hildtprandtin erlag im Jahr 1611 der Pest, welche zu dieser Zeit in Tirol wütete. Am 4. Juni 1612 heiratete er seine zweite Frau, Anna Burgkhlehner († 1642). Da der einzige Sohn aus Weinharts erster Ehe bereits vor dem Jahr 1617 gestorben war, wurde sie zur Stammmutter der gesamten Deszendenz Dr. Paul Weinharts.
Aus dieser Ehe gingen drei Söhne und fünf Töchter hervor: Ignaz Weinhart, der Bischof Franz Weinhart und der Arzt Paul Weinhart der Jüngere, Seraphica, Sabina, Anna, Juliana und Maria. Von den fünf Töchtern gingen drei ins Kloster, eine davon in das Frauenkloster in Lienz. Die jüngste Tochter, die am 22. Februar 1626 geborene Maria, blieb ledig und wurde Häuserin bei ihrem Bruder Franz.
Im Necrologium Weinharts vom Jahre 1648 wird erwähnt, das Paul Weinhart sehr religiös war, „die Sakramente der Beichte und der Kommunion“ empfing er monatlich zwei- bis dreimal. Mit seinen Söhnen betete er täglich die Stundengebete der Heiligen Jungfrau, und als jene in seinen letzten Lebensjahren studienhalber abwesend waren, vollbrachte er diese Gebete mit einer seiner Töchter.
Mit Recht konnte man ihn auch einen Vater der Frommen und aller Armen nennen, denn keiner, der ihn um ein Almosen gebeten hatte, verließ sein Haus mit leeren Händen. Die obengenannte Religiosität Weinharts fand auch in der Erziehung seiner Kinder wirksamen Niederschlag. So waren alle seine vier Söhne, deren einer (Franz) sogar Priester bzw. Bischof wurde, sowie fast alle Kinder derselben, aktive Mitglieder der „Congregatio Oenipontana Studiosorum“.

## Wirken als Pestarzt 1611–1627
Schon um die Jahrhundertwende traten in der unmittelbaren Umgebung Tirols, in Augsburg und Salzburg, Pestepidemien bzw. Seuchen auf. In den folgenden Jahren scheinen diese „Sterbleüffe“ zwar wieder abgeflaut zu sein, die Angst vor ihnen aber blieb. So darf es uns nicht wundern, dass bereits im Fasching des Jahres 1609 alle „Maskeraden, lauten Freudenspiele, liederliches Tänze usw. wegen leider zu erwartender schlechter Zeiten“ verboten wurden, was vermutlich in erster Linie durch die politische bzw. religiöse Situation dieser Zeit begründet war. Gleich wie nun diese „schlechten Zeiten“ aufgefasst werden, für Tirol kamen sie zwei Jahre später in Gestalt der Pest.
Wie bekannt, hauste die Pest zuerst in Schwaz. Hier begann diese Epidemie gleich zu Beginn des Jahres 1611, hörte kurze Zeit auf und wütete Ende März noch weit ärger. Am 4. Mai wurde daher gebeten, dass ein verständiger Medicus sich der Sache annehmen sollte. Darum empfahl die Regierung, Paul Weinhart mit dieser Aufgabe zu betrauen. Drei Tage später wurde dieser auch wirklich auf einige Tage nach Schwaz beordert und ihm besonders aufgetragen, dass er der „Sachen und Suchten Beschaffenhait aigentlich erkhundige, und beynebens auch verfüegen (solle), das der Pranntwein unnd annders, so dergleichen Kranckhaiten erweckhe, oder denen ubl Beschafften schedlich ein möchten, abgeschafft werden“ (Originalwortlaut).
In den folgenden Wochen dehnte sich die Krankheit trotz aller Vorkehrungen in Rattenberg und im Zillertal (Zell, Fügen und Schlittenberg) aus. Besonders unheilvoll war dies für die Zillertaler, da diese sich ihre Medikamente sonst fast ausschließlich aus der Apotheke in Schwaz geholt hatten. Um aber auch diesen Hilfe leisten zu können, wurde nun Weinhart beauftragt, aus seiner Schwazer Ordnung ein Compendium zu machen, worin er alle Rezepte aufschrieb, wobei die Sprache auch für das einfachste Volk verständlich sein sollte.
In Innsbruck traf man unterdessen weitgehende Vorkehrungen, einerseits um das Eindringen der Seuche in die Stadt zu verhindern, andererseits aber, um im widrigen Falle weitgehend gerüstet zu sein. So wurden wie überall im Lande an den Eingängen Wachen aufgestellt. So war Paul Weinhart nun über Monate in Innsbruck als Pestarzt tätig. In seiner Krankenpflege sorgte er sich aber nicht nur um das körperliche Wohl der Kranken, sondern besonders auch um deren seelisches Wohlergehen. Weinhart's Tätigkeit als Pestarzt war damit aber keineswegs beendet. Neu auftretende Infektionen in den folgenden Jahren bzw. die fast andauernde Angst vor solchen, gaben ihm reichlich Gelegenheit, seine Erfahrungen aus dem Jahr 1611 nutzbringend anzuwenden.
Am 2. Januar 1615 ernannte ihn der Erzherzog Maximilian zu seinem Rat und ebenfalls zuständig für das oberösterreichische Hofregiment. Paul Weinhart wurde am 9. Dezember 1617 in den Adelsstand erhoben.
Im Jahre 1627 wurde Paul Weinhart Leibarzt der Fürstlichen Durchlaucht des Landesfürsten und seiner Familie. Hiermit endete seine Tätigkeit als aktiver Pestarzt und er wurde nur noch als erfahrener Berater eingesetzt. Sein Nachfolger als Contagionsarzt wurde im Jahre 1628 Christoph Gatterer, der dieses Amt bis zu seinem Tode im Winter 1645/46 beibehielt.

## Varia
Von 1613 bis 1647 war Paul Weinhart als Konsiliararzt und behandelnder Arzt für das Zisterzienserstift Stams tätig. 1613 suchte er um das Begräbnisrecht und die Bewilligung zur Aufstellung eines Epitaphs in der damals noch in Bau befindlichen Dreiheiligenkirche in der „Kohlstatt“ in Innsbruck an. An der Stelle, an der diese Kirche errichtet wurde, stand vorher ein Lazarett, in dem Weinhart Pestkranke behandelt hatte. Ein Deckengemälde in der Kirche zeigt den Jesuiten und Pestkaplan Melchior Köstlan, der einem Sterbenden die Wegzehrung reicht, und vor diesem, in kniender Stellung, Paul Weinhardt, den der Künstler mit einer Arzneiflasche in der Hand dargestellt hat. Am 23. November 1633 wurde Weinhart „wegen vielfältig geleisteter Dienste“ in die Ordensbruderschaft des Klosters Stams aufgenommen.